# 义宁州
义宁州，中国清朝时设置的州。
清政府在1801年改宁州为义宁州。范围大致相当于今天的修水县、铜鼓县，隶属于南昌府。宣统二年（1910年），以义宁州铜鼓营为铜鼓厅，为今天的铜鼓县。